# Sant Bernabé dels Molins
Sant Bernabé dels Molins és una ermita de Tortosa (Baix Ebre) inclosa a l'Inventari del Patrimoni Arquitectònic de Catalunya.

## Descripció
L'ermita és de planta rectangular i se situa situada uns 800 o 1000 metres més amunt del fossar del Jesús, tot pujant el carrer o camí conegut popularment com dels Molins de Comte, a l'esquerre d'aquest i per un camí de terra que corre paral·lel (camí al que es pot accedir pel mateix carrer dels Molins del Comte). L'edifici és d'estructura molt senzilla, perquè no deixa d'ésser un prisma rectangular amb teulada de dos vessants, de murs totalment llisos i sense obertures, exceptuant la façana principal. En aquesta es trenca la monotonia del conjunt amb una gran porta d'arc de mig punt amb lleuger motlluratge, avui molt desfet però que és l'únic intent d'organització plàstica de la façana. També, en aquesta, s'obre un petit òcul i es remata el conjunt amb un campanar d'espadanya. Sobre el campanar hi ha una petita creu metàl·lica. L'ermita disposa d'esglaons d'accés. Cal tenir en consideració les restes d'un edifici al darrere d'aquesta; possible dependència de l'ermita (l'esquerra d'ella resten un mur destruït que rau sense identificar).

## Història
A les notícies referides als orígens del convent franciscà de Jesús (vegeu Sant Francesc de Jesús) apareix, sempre, una casa i una ermita dedicada a Sant Bernabé, que el Capítol de la Seu de Tortosa cedeix als franciscans el setembre de 1440 (1492 segons Frederic Pastor i Lluís a Narraciones Tortosinas, Tortosa: 1901; pàg.-26). De fet, ja el 1347, es fundà un benefici a sant Bernabé. Es tracta d'un sant amb molta tradició a la zona, i és més que probable l'existència de relacions entre el naixement de l'ermita de Sant Bernabé dels Molins i aquelles primitives casa i ermita dels segles XIV-XV.